# Serranía de Los Motilones
La serranía de Los Motilones est une chaîne de montagnes de Colombie faisant partie de la cordillère Orientale.

## Géographie
La serranía de Los Motilones est située au sud de la serranía de Perijá et s'étend sur les départements de Cesar, Santander et Norte de Santander.

## Biodiversité
- Zone naturelle unique de Los Estoraques
- Parc national naturel de Catatumbo Barí